# 小泉明正
小泉明正是日本的实业家以及企業顧問。他畢業於早稻田大学理工学部以及斯坦福大学研究生院。後來在蘋果公司等多家企業任職。